# Snemanje s križa (van der Weyden)
Snemanje s križa (ali Polaganje Kristusa ali Spust Kristusa s križa) je tabla flamskega umetnika Rogierja van der Weydna, naslikana ok. 1435, zdaj v muzeju Prado v Madridu. Križani Kristus je spuščen s križa, njegovo neživo telo držita Jožef iz Arimateje in Nikodem.
Datacija okoli leta 1435 je narejena na podlagi slogovne analize in ker si je umetnik v tem času pridobil bogastvo in sloves, ter verjetno zaradi prestiža, ki mu ga je prineslo to mojstrsko delo.  Naslikal ga je v začetku svoje kariere, kmalu po tem, ko je opravil vajeništvo pri Robertu Campinu in prikazuje vpliv starejšega slikarja, ki je najbolj opazen v trdih "izklesanih" površinah, realističnih potezah obrazov in živih, intenzivnih barvah, večinoma rdečih, belih in modrih. Slika je bila samozavestni poskus van der Weydna, da bi ustvaril mojstrovino, ki bi mu prinesla mednarodni ugled. Van der Weyden je postavil Kristusovo telo v obliki črke T samostrela, da odraža naročilo leuvenskega ceha lokostrelcev (Schutterij) za njihovo kapelo Onze-Lieve-Vrouw-van-Ginderbuiten (Notre-Dame-hors-les-Murs) .
Umetnostni zgodovinarji so pripomnili, da je bilo to delo verjetno najvplivnejša nizozemska slika Kristusovega križanja in da je bilo v dveh stoletjih po zaključku v veliki meri kopirano in prilagojeno. Čustveni vpliv jokajočih žalujočih, ki žalujejo nad Kristusovim telesom in subtilna upodobitev prostora v delu van der Weydna sta ustvarila obsežne kritične komentarje, med najbolj znanimi je Erwin Panofsky: »Lahko rečemo, da je naslikana solza, sijoč biser, rojen iz najmočnejšega čustva, predstavlja tisto, kar je Italijan najbolj občudoval v zgodnjem flamskem slikarstvu: slikovni sijaj in čustva«.

## Opis
V svojih zapisih o snemanju Kristusovega telesa s križa evangelisti pripovedujejo zgodbo samo v povezavi s Kristusovim pokopom. Po kanoničnih evangelijih je Jožef iz Arimateje vzel Kristusovo telo in ga pripravil za pokop. Janez (Jn 19,38–42) doda enega pomočnika Nikodema. Noben od teh zapisov ne omenja Marije. V srednjem veku je pripoved o pasijonu postala bolj dodelana in več pozornosti je bilo namenjene vlogi Kristusove matere. En primer je anonimno besedilo Meditationes de Vita Christi iz 14. stoletja, ki ga je morda napisal Ludolf Saški. Barbara Lane predlaga, da bi lahko ta odlomek iz Vita Christi ležal za številnimi slikami Polaganja, vključno z Rogierjevo: »Nato gospa spoštljivo sprejme visečo desnico in jo položi ob lica, jo pogleda in jo s težkimi solzami poljubi in žalostno vzdihne«.
V svoji zgodovini čaščenja Device Marije, Miri Rubin piše, da so umetniki v zgodnjem 15. stoletju začeli upodabljati Omedlevajoča Devica ali Marijo, ki je omedlela ob vznožju križa ali v drugih trenutkih in da je van der Weydnov spust bila najvplivnejša slika, ki je pokazala ta trenutek. To omedlevico so teologi opisali z besedo spasimo. V začetku 16. stoletja je bila takšna priljubljenost upodobitve take Device, da je bil papež Julij II. lobiran s prošnjo, da bi sveti dan določil za praznik spasimo. Zahteva je bila zavrnjena.
Umetnostni zgodovinar Lorne Campbell je figure na sliki prepoznal kot (od leve proti desni): Marija Cleofa (polsestra Device Marije); Janez Evangelist, Saloma (učenka) (v zeleni barvi, druga polsestra Device Marije), Devica Marija (omedlela), truplo Jezusa Kristusa, Nikodem (v rdeči barvi), mladenič na lestvi - bodisi služabnik Nikodema ali Jožef iz Arimateje, Jožef iz Arimateje (v oblačilih iz zlata, najbolj razkošen kostum na sliki), bradati mož za Jožefom, ki je držal kozarec in verjetno še en služabnik  in Marija Magdalena ki zavzame dramatično pozo na desni strani slike.
Med umetnostnimi zgodovinarji obstaja nesoglasje glede zastopanja Jožefa iz Arimateje in Nikodema. Dirk de Vos identificira Jožefa iz Arimateje kot moškega v rdečem, ki podpira Kristusovo telo, Nikodema pa kot človeka, ki podpira Kristusove noge, nasprotno od Campbellove identifikacije.